# Parafünk
Parafünk fue un grupo de música de San Sebastián (Guipúzcoa, País Vasco). Su estilo, muy ecléctico, es una mezcla de hip-hop, soul, funk, pop, jazz y música electrónica. Se mantuvieron activos de 1991 a 1998.
El grupo lo creó en 1991 Javier Vicente Calderón, bajo el alias de MC Pez o Javi Pez, activo DJ y gran admirador del uso del sampler y el Hip Hop de grupos como  De La Soul, Jungle Brothers, A Tribe Called Quest, Monie Love o Gangstarr y también de la música Soul de artistas como Marvin Gaye, Curtis Mayfield o Al Green.
Parafünk empezó como un proyecto unipersonal, pero a lo largo del tiempo fueron uniéndose diferentes músicos como Mikel Abrego (de Negu Gorriak y BAP!!) a la batería, Mikel Azpiroz a los teclados y Alberto Bosch al bajo.
En 1993 apareció su primer trabajo, Parafünk (La Fábrica Magnética), en el que se rodeó de un amplio elenco de músicos. El disco fue producido por Mario Gil, el propio Pez y Servando Carballar (de Aviador Dro). Ese mismo año junto con Jon Izeta y Xabi Zirikiain (diseñador y creador de Loreak Mendian) crean el colectivo Sirope y en 1995 el colectivo crea el sello Novophonic junto con Txarly Brown. Todos sus trabajos posteriores se publicaron en este sello: los LP Prologo (1996) y Epïlogo (1997) y el maxisencillo Disco Nudo (1997).

## Miembros
- Javi Pez o MC Pez (Javier Vicente): voz, programaciones y samplers.
- Mario Maqueda: scratches (1993)
- Rafa Porres: Samplers (1993)
- Jon Izeta: bajo. (1993-1994)
- Xabi Zirikiain: scratches. (1993-1994)
- Ibon Errazkin: bajo (1995)
- Txenan Calvo: guitarra (1995)
- Juanrra Etxaburua: batería (1995)
- Alberto Bosch: bajo. (1995-1998)
- Mikel Azpiroz: piano y teclados (1995-1998)
- Mikel Abrego: batería. (1996-1998)
- Luis Camino (Percusión)1998

## Discografía

### Álbumes
- Parafünk (La Fábrica Magnética, 1993). LP y CD.
- Prologo (Novophonic, 1996). Vinilo de 10".
- Epïlogo (Novophonic/Esan Ozenki, 1997). CD.

### Sencillos
- Disco Nudo (Novophonic, 1997). Maxisencillo.

### Participaciones en Recopilatorios
- «Mündo Cool» y «Caracas» en Novophonic 67-97 (Novophonic, 1997). CD.